# Arna-Bjørnar Fotball (piłka nożna kobiet)
Arna-Bjørnar Fotball – kobieca sekcja piłki nożnej norweskiego klubu sportowego Arna-Bjørnar, mający siedzibę w mieście Bergen, na zachodzie kraju, występujący w 1986 i od sezonu 1997 z wyjątkiem 2005 w rozgrywkach Toppserien. 

## Historia
Chronologia nazw:
- 1986: Ådnamarka IL Kvinner
- 1989: IL Bjørnar Kvinner – po fuzji z Bjørnar IL
- 2000: Arna-Bjørnar Fotball Kvinner – po fuzji z Arna T&IL

Kobieca drużyna piłkarska Ådnamarka IL Kvinner została założona w dzielnicy miasta Bergen o nazwie Arna w 1986 roku jako sekcja klubu sportowego Ådnamarka IL. Zespół startował w mistrzostwach Norwegii, zajmując w debiutowym sezonie 1986 zespół ostatnie 10.miejsce w grupie Vestlandet 1. divisjon. W następnym sezonie 1987 cztery grupy pierwszej dywizji zostały połączone, a klub został zakwalifikowany do trzeciej dywizji, wygrywając jedną z grup. W 1988 zespół zajął ostatnie 8.miejsce w grupie B 2. divisjon i spadł z powrotem do trzeciej dywizji. W tamtym czasie, akurat inny klub z Bergen - Bjørnar IL zdobył awans do drugiej dywizji. Ådnamarka połączyła się z Bjørnar i w 1989 kontynuowała występy w drugiej dywizji, ale już z nazwą IL Bjørnar Kvinner. W 1995 zespół zwyciężył w grupie 4 2. divisjon, jednak przegrał w barażach 2:4 z Gjelleråsen. W 1996 roku najwyższa liga zmieniła nazwę na Eliteserien, a druga dywizja przyjęła nazwę 1. divisjon i td. Drużyna została zakwalifikowana do 1. divisjon, wygrywając najpierw grupę 4, a potem drugą grupę playoff, zdobywając awans do Eliteserien. W sezonie 1997 zespół zajął szóste miejsca w tabeli. Sezon 2000 zakończył tuż za podium na czwartej pozycji najwyższej dywizji, która w zmieniła nazwę na Toppserien. Po zakończeniu sezonu 2000 odbyła się fuzja z lokalnym rywalem - klubem Arna T&IL. Klub stał się częścią Arna-Bjørnar Fotball, przyjmując nazwę Arna-Bjørnar Fotball Kvinner W 2001 połączona drużyna otrzymała brązowe medale mistrzostw. W 2000 i 2002 dotarła do finału Pucharu kraju. Ale w 2004 zajęła 9.pozycję i spadła do 1. divisjon. W pierwszym sezonie na zapleczu elitarnej dywizji zespół zwyciężył w 1. divisjon i wrócił do Toppserien. W kolejnych sezonach zespół występował na najwyższym poziomie. Najwyższe osiągnięcie to trzecie miejsce w sezonach 2012, 2013, 2014 i 2018.

## Barwy klubowe, strój, herb, hymn
|  |  |

Klub ma barwy czerwono-czarne. Piłkarki domowe spotkania zazwyczaj grają w czerwonych koszulkach, czarnych spodenkach oraz czarnych getrach.

## Sukcesy

### Trofea międzynarodowe
Do chwili obecnej klub jeszcze nigdy nie zakwalifikował się do rozgrywek europejskich.

### Trofea krajowe
| \| \| Zdobyte trofea w rozgrywkach Norwegii (stan na: 31-12-2023) \| |                                                             |      |                               |
| Rozgrywki                                                            | Osiągnięcie                                                 | Razy | Sezon(y)                      |
| Mistrzostwo                                                          | I miejsce                                                   | 0    |                               |
| Mistrzostwo                                                          | II miejsce                                                  | 0    |                               |
| Mistrzostwo                                                          | III miejsce                                                 | 5    | 2001, 2012, 2013, 2014, 2018  |
| Puchar                                                               | zdobywca                                                    | 0    |                               |
| Puchar                                                               | finalista                                                   | 2    | 2000, 2002                    |
| II liga                                                              | I miejsce                                                   | 2    | 1996 (gr.4 i playoff 2), 2005 |
| II liga                                                              | II miejsce                                                  | 1    | 1995 (playoff 2)              |
| II liga                                                              | III miejsce                                                 | 0    |                               |
| Norwegia                                                             | Zdobyte trofea w rozgrywkach Norwegii (stan na: 31-12-2023) |      |                               |

- 2. divisjon (III poziom):
  - mistrz (1): 1987 (gr. Vestlandet)

## Poszczególne sezony

### Rozgrywki międzynarodowe

#### Europejskie puchary
Do 2024 roku klub nie uczestniczył w rozgrywkach europejskich.

### Rozgrywki krajowe
| \| Norwegia \| Bilans występów klubu w rozgrywkach piłkarskich Norwegii (Stan na 31 grudnia 2023 r.) \| \| |                                                                                       |        |       |   |   |   |    |    |     |                          |        |        |      |
| Poziom | Rozgrywki                                                                             | Sezony | Mecze | Z | R | P | B+ | B– | Pkt | Lata                     | Awanse | Spadki | Naj. |
| I | 1. divisjon / Eliteserien / Toppserien                                                | 26     |       |   |   |   |    |    |     | 1986, 1997–2004, od 2006 | 0      | 2      | 3    |
| II | 2. divisjon / 1. divisjon                                                             | 10     |       |   |   |   |    |    |     | 1988–1996, 2005          | 2      | 0      | 1    |
| III | 3. divisjon / 2. divisjon                                                             | 1      |       |   |   |   |    |    |     | 1987                     | 1      | 0      | 1    |
| | Puchar Norwegii                                                                       | 38     |       |   |   |   |    |    |     | od 1986                  | 0      | 0      | 2    |
| Norwegia                                                                                                   | Bilans występów klubu w rozgrywkach piłkarskich Norwegii (Stan na 31 grudnia 2023 r.) |        |       |   |   |   |    |    |     |                          |        |        |      |

## Piłkarki, trenerzy, prezydenci i właściciele klubu

### Piłkarki

#### Aktualny skład zespołu
Stan na 18.05.2024:
| Nr | Poz. | Piłkarz                 |
| -- | ---- | ----------------------- |
| 1  | BR   | Benedicte Lund Berge    |
| 2  | OB   | Samra Muhic             |
| 3  | PO   | Alva Skåla              |
| 4  | OB   | Tora Ose                |
| 6  | OB   | Stine Hovland (kapitan) |
| 8  | PO   | Nora Nøss               |
| 9  | NA   | Vilde Drange Veglo      |
| 10 | NA   | Linnéa Laupstad         |
| 13 | PO   | Marie Hella Andresen    |
| 14 | NA   | Ada Henschien           |

| Nr | Poz. | Piłkarz             |
| -- | ---- | ------------------- |
| 15 | OB   | Helle Sternesen     |
| 15 | PO   | Isabel Nielsen Sæbø |
| 16 | PO   | Malin Dalsgård      |
| 17 | PO   | Emma Sivertsen      |
| 18 | OB   | Anna Nigårdsøy      |
| 19 | NA   | Linnea Sælen        |
| 22 | NA   | Sofie Bjørnsen      |
| 24 | BR   | Hanne Larsen        |
| 99 | BR   | Nora Gjøen-Gjøsæter |
|    | NA   | Vilde Vedeler       |

### Trenerzy
...
- 18.12.2018–09.01.2019:  Morten Røssland
- 09.01.2019–25.02.2021:  Remi Natvik
- 25.02.2021–28.04.2022:  Øyvind Nordtveit
- 03.05.2022–26.04.2023:  Bjarne Hagen
- 26.04.2023–31.12.2023:  Thomas Mørk
- od 01.01.2024:  Erik Mjelde

## Struktura klubu

### Stadion
Drużyna rozgrywa swoje mecze domowe w miejscowości Indre Arna, wchodzącej do metropolii Bergen na stadionie Arna Idrettspark, który może pomieścić 1.500 widzów.

## Kibice i rywalizacja z innymi klubami

### Derby
- Åsane
- SK Brann
- LSK Kvinner
- Rosenborg
- Vålerenga